# Анжу (сорт груш)
Анжу или Анжуйская (фр. D'Anjou) — сорт груши обыкновенной.

## Описание и применение
Для груш сорта Анжу характерна короткая шейка, которая придаёт им утолщённый и укороченный силуэт. Груши этого сорта имеют размер от среднего до крупного, обычно весом около 270—285 граммов, примерно 85 мм в высоту и 80 мм в диаметре. У них широкое шаровидное основание, короткий стебель и тонкая кожица характерного, хотя и трудноразличимого, «пятнистого» оттенка (тёмно-зелёного по светло-зелёному у зелёной разновидности сорта).
На сегодняшний день существует две основных разновидности груш сорта Анжу — «Зелёная Анжуйская» и «Красная Анжуйская». Груша «Зеленая Анжуйская» имеет бледно-зеленую «пятнистую» кожуру, которая не меняет цвет по мере созревания груши, в отличие от большинства других сортов зеленых груш, которые желтеют по мере созревания. Так как по цвету груши этого сорта невозможно проверить её спелость, качество груш при покупке рекомендуется проверять легким нажатием большого пальца возле основания плодоножки, в этом месте груша должна быть умеренно мягкой. Также рекомендуется позволить грушам дозреть ещё 3-5 дней после покупки, если они были куплены недостаточно спелыми.
Груша «Красная Анжуйская» отличается от исходного варианта по большей части цветом.
Груши сорта Анжу подходят как для употребления в сыром виде, так и для кулинарных целей (использования в качестве начинки в пирогах, сырья для джема и т. д.).

## История и название
Первоначально этот сорт был выведен в Европе, вероятно, во Франции. Хотя существует точка зрения, что этот сорт груш впервые появился только в XIX веке, в действительности груши подобного типа были известны во Франции под названием «Beurré gris» уже в середине XVII столетия (когда их в своём труде упомянул французский агроном Оливье де Серр). В XIX веке груши этого сорта были завезены в США и Англию. Поскольку груши поступили из французской исторической области Анжу, в англоязычных странах за ними закрепилось франкоязычное, но не использовавшееся в самой Франции название «D’Anjou», «из Анжу» (подобно тому, как фамилия Д’Артаньян дословно означает «из Артаньяна»). Позднее это название стали часто сокращать просто до Анжу.
В русскоязычных специализированных изданиях обычно используется написание: груша «Анжуйская», но при коммерческой продаже чаще встречается вариант: груша Анжу.

## Выращивание
В США этот сорт груш уже в 1852 году был рекомендован Американским помологическим конгрессом для выращивания по всей территории страны среди нескольких сортов, признанных наиболее удачными. Спустя более полутора столетий сорт Анжу по-прежнему остаётся одним из самых популярных сортов груш в Соединённых Штатах. На долю этого сорта в 2004 году приходилась треть (34 %) всего коммерческого выращивания груш в США, причём главным поставщиком груш этого сорта являлся штат Орегон.